# Grottenvaraan
De grottenvaraan (Varanus eremius) is een hagedis uit de familie der varanen (Varanidae).

## Naam en indeling
De wetenschappelijke naam van de soort werd voor het eerst voorgesteld door Arthur Henry Shakespeare Lucas en Charles Frost in 1895. Door sommige biologen wordt de hagedis tot het ondergeslacht Odatria gerekend.

## Uiterlijke kenmerken
De totale lichaamslengte van een grottenvaraan is ongeveer 50 centimeter. De grottenvaraan is op de rug donker roodbruin met zwarte of donkerbruine vlekken. Op zijn staart heeft de grottenvaraan donkerbruine en crèmekleurige strepen in de lengte. Van zijn snuit tot zijn oog loopt een opvallende zwarte streep.

## Levenswijze
De grottenvaraan is een bodembewoner die leeft zelf gegraven holen. De hagedis klimt zelden in bomen en zoekt zijn voedsel op de grond. De grottenvaraan eet voornamelijk andere hagedissen en daarnaast insecten zoals grote sprinkhanen en soms schorpioenen. Er is nog geen succesvolle voortplanting in gevangenschap bekend.

## Verspreiding en habitat
De grottenvaraan komt endemisch voor in Australië en leeft in de staten Noordelijk Territorium, Queensland, West-Australië en Zuid-Australië. De habitat bestaat uit woestijnen en scrublands.
Door de internationale natuurbeschermingsorganisatie IUCN is de beschermingsstatus 'veilig' toegewezen (Least Concern of LC).